# Equador nos Jogos Olímpicos de Verão de 2024
Equador participou dos Jogos Olímpicos de Verão de 2024, realizados em Paris, na França. Foi a 16.ª aparição do país nos Jogos Olímpicos de Verão desde a estreia cem anos antes, em Paris 1924, sendo representado por 40 atletas que competiram em 12 esportes.
Conquistou cinco medalhas, sendo uma de ouro com Daniel Pintado na marcha atlética de 20 km do atletismo, duas de prata, com Pintado e Glenda Morejón na  revezamento misto da marcha atlética e Lucía Yépez na categoria até 53 kg feminino da luta livre, e duas de bronze no halterofilismo, com Angie Palacios (–71 kg) e Neisi Dajomes (–81 kg para mulheres).

## Medalhas
| Atleta                        | Esporte        | Evento                                           | Medalha |
| ----------------------------- | -------------- | ------------------------------------------------ | ------- |
| Daniel Pintado                | Atletismo      | 20 km marcha atlética masculina                  | Ouro    |
| Daniel Pintado Glenda Morejón | Atletismo      | Revezamento misto da maratona de marcha atlética | Prata   |
| Lucía Yépez                   | Lutas          | Livre até 53 kg feminino                         | Prata   |
| Angie Palacios                | Halterofilismo | Até 71 kg feminino                               | Bronze  |
| Neisi Dajomes                 | Halterofilismo | Até 81 kg feminino                               | Bronze  |

## Competidores
Esta foi a participação por modalidade nesta edição:
| Esporte          | Masculino | Feminino | Total |
| ---------------- | --------- | -------- | ----- |
| Atletismo        | 4         | 11       | 15    |
| Boxe             | 2         | 1        | 3     |
| Ciclismo         | 2         | 0        | 2     |
| Halterofilismo   | 0         | 3        | 3     |
| Hipismo          | 3         | 0        | 3     |
| Judô             | 0         | 1        | 1     |
| Lutas            | 1         | 3        | 4     |
| Natação          | 2         | 1        | 3     |
| Pentatlo moderno | 1         | 1        | 2     |
| Tênis de mesa    | 1         | 0        | 1     |
| Tiro             | 0         | 2        | 2     |
| Triatlo          | 0         | 1        | 1     |
| Total            | 16        | 24       | 40    |

## Desempenho

### Atletismo
- Q = Qualificado para a próxima fase
- q = Qualificado para a próxima fase como o perdedor mais rápido ou, em eventos de campo, pela posição sem atingir o alvo para qualificação
- qR = Qualificado para a próxima fase por decisão dos árbitros
- N/A = Fase não aplicável para o evento
- Bye = Atleta não precisou disputar aquela fase

Masculino
Eventos de estrada
| Atleta         | Evento       | Final   | Final           | Ref.  |
| Atleta         | Evento       | Tempo   | Pos.            | Ref.  |
| -------------- | ------------ | ------- | --------------- | ----- |
| Daniel Pintado | 20 km marcha | 1:18:55 | Medalha de ouro | [ 5 ] |
| David Hurtado  | 20 km marcha | 1:20:30 | 15              | [ 6 ] |
| Jordy Jiménez  | 20 km marcha | 1:21:44 | 25              | [ 7 ] |

Eventos de campo
| Atleta            | Evento              | Qualificação | Qualificação | Final       | Final       | Ref.  |
| Atleta            | Evento              | Marca        | Pos.         | Marca       | Pos.        | Ref.  |
| ----------------- | ------------------- | ------------ | ------------ | ----------- | ----------- | ----- |
| Juan José Caicedo | Lançamento de disco | 60.99        | 25           | Não avançou | Não avançou | [ 8 ] |

Feminino
Eventos de pista e estrada
| Atleta              | Evento              | Preliminar | Preliminar | Baterias | Baterias | Repescagem  | Repescagem  | Semifinal   | Semifinal   | Final       | Final       | Ref.   |
| Atleta              | Evento              | Tempo      | Pos.       | Tempo    | Pos.     | Tempo       | Pos.        | Tempo       | Pos.        | Tempo       | Pos.        | Ref.   |
| ------------------- | ------------------- | ---------- | ---------- | -------- | -------- | ----------- | ----------- | ----------- | ----------- | ----------- | ----------- | ------ |
| Ángela Tenorio      | 100 m               | Bye        | Bye        | 11:35    | 6        | N/A         | N/A         | Não avançou | Não avançou | Não avançou | Não avançou | [ 9 ]  |
| Nicole Caicedo      | 200 m               | N/A        | N/A        | 23.18    | 4        | 23.04       | 3           | Não avançou | Não avançou | Não avançou | Não avançou | [ 10 ] |
| Nicole Caicedo      | 400 m               | N/A        | N/A        | DSQ      | DSQ      | Não avançou | Não avançou | Não avançou | Não avançou | Não avançou | Não avançou | [ 10 ] |
| Aimara Nazareno     | 200 m               | N/A        | N/A        | 23.52    | 7        | 23.35       | 5           | Não avançou | Não avançou | Não avançou | Não avançou | [ 11 ] |
| Anahí Suárez        | 200 m               | N/A        | N/A        | 23.33    | 5        | 23.54       | 5           | Não avançou | Não avançou | Não avançou | Não avançou | [ 12 ] |
| Maribel Caicedo     | 100 m com barreiras | N/A        | N/A        | 13.05    | 8        | 12.83       | 2 Q         | 12.67       | 4           | Não avançou | Não avançou | [ 13 ] |
| Mary Granja         | Maratona            | N/A        | N/A        | N/A      | N/A      | N/A         | N/A         | N/A         | N/A         | 2:34:34     | 53          | [ 14 ] |
| Silvia Ortiz        | Maratona            | N/A        | N/A        | N/A      | N/A      | N/A         | N/A         | N/A         | N/A         | 2:37:23     | 61          | [ 15 ] |
| Rosa Chacha         | Maratona            | N/A        | N/A        | N/A      | N/A      | N/A         | N/A         | N/A         | N/A         | 2:42:14     | 73          | [ 16 ] |
| Glenda Morejón      | 20 km marcha        | N/A        | N/A        | N/A      | N/A      | N/A         | N/A         | N/A         | N/A         | 1:27:37     | 6           | [ 17 ] |
| Paula Milena Torres | 20 km marcha        | N/A        | N/A        | N/A      | N/A      | N/A         | N/A         | N/A         | N/A         | 1:28:48     | 9           | [ 18 ] |
| Magaly Bonilla      | 20 km marcha        | N/A        | N/A        | N/A      | N/A      | N/A         | N/A         | N/A         | N/A         | 1:30:33     | 19          | [ 19 ] |

Misto
Eventos de estrada
| Atleta                        | Evento                | Final   | Final            | Ref.   |
| Atleta                        | Evento                | Tempo   | Pos.             | Ref.   |
| ----------------------------- | --------------------- | ------- | ---------------- | ------ |
| Daniel Pintado Glenda Morejón | Revezamento de marcha | 2:51:22 | Medalha de prata | [ 20 ] |

### Boxe
Masculino
| Atleta                 | Evento        | Primeira fase        | Oitavas de final     | Quartas de final            | Semifinal            | Final                | Final       | Ref.   |
| Atleta                 | Evento        | Adversário Resultado | Adversário Resultado | Adversário Resultado        | Adversário Resultado | Adversário Resultado | Pos.        | Ref.   |
| ---------------------- | ------------- | -------------------- | -------------------- | --------------------------- | -------------------- | -------------------- | ----------- | ------ |
| José Rodríguez Tenorio | Até 71 kg     | Bye                  | IND N Dev D 2–3      | Não avançou                 | Não avançou          | Não avançou          | Não avançou | [ 21 ] |
| Gerlon Congo           | Mais de 92 kg | —                    | BRA A Teixeira V 3–2 | FRA D Aboudou Moindze D 1–4 | Não avançou          | Não avançou          | Não avançou | [ 22 ] |

Feminino
| Atleta              | Evento    | Primeira fase          | Oitavas de final     | Quartas de final     | Semifinal            | Final                | Final       | Ref.   |
| Atleta              | Evento    | Adversário Resultado   | Adversário Resultado | Adversário Resultado | Adversário Resultado | Adversário Resultado | Pos.        | Ref.   |
| ------------------- | --------- | ---------------------- | -------------------- | -------------------- | -------------------- | -------------------- | ----------- | ------ |
| María José Palacios | Até 60 kg | SWE A Alexiusson V 4–1 | AUS T McDonald V 5–0 | TPE Wu S-y D 1–4     | Não avançou          | Não avançou          | Não avançou | [ 23 ] |

### Ciclismo

#### Estrada
Masculino
| Atleta           | Evento             | Tempo   | Pos. | Ref.   |
| ---------------- | ------------------ | ------- | ---- | ------ |
| Jhonatan Narváez | Corrida em estrada | 6:26:57 | 45   | [ 24 ] |

#### BMX
Corrida
| Atleta        | Evento    | Quartas | Quartas | Última chance | Última chance | Semifinal | Semifinal | Final       | Final       | Pos. geral | Ref.   |
| Atleta        | Evento    | Pontos  | Pos.    | Tempo         | Pos.          | Pontos    | Pos.      | Tempo       | Pos.        | Pos.       | Ref.   |
| ------------- | --------- | ------- | ------- | ------------- | ------------- | --------- | --------- | ----------- | ----------- | ---------- | ------ |
| Alfredo Campo | Masculino | 8       | 7 Q     | —             | —             | 19        | 13        | Não avançou | Não avançou | 13         | [ 25 ] |

### Halterofilismo
Feminino
| Atleta         | Evento        | Arranco | Arranco | Arremesso | Arremesso | Total | Pos.              | Ref.   |
| Atleta         | Evento        | Result. | Pos.    | Result.   | Pos.      | Total | Pos.              | Ref.   |
| -------------- | ------------- | ------- | ------- | --------- | --------- | ----- | ----------------- | ------ |
| Angie Palacios | Até 71 kg     | 116     | 2       | 140       | 3         | 256   | Medalha de bronze | [ 26 ] |
| Neisi Dajomes  | Até 81 kg     | 122     | 1       | 145       | 5         | 267   | Medalha de bronze | [ 27 ] |
| Lisseth Ayoví  | Mais de 81 kg | 123     | 4       | 160       | 4         | 283   | 4                 | [ 28 ] |

### Hipismo

#### Adestramento
| Atleta             | Cavalo             | Evento     | Grand Prix | Grand Prix | Grand Prix Special | Grand Prix Special | Grand Prix Freestyle | Grand Prix Freestyle | Geral       | Geral       | Ref.   |
| Atleta             | Cavalo             | Evento     | Total      | Pos.       | Total              | Pos.               | Técnico              | Artístico            | Total       | Pos.        | Ref.   |
| ------------------ | ------------------ | ---------- | ---------- | ---------- | ------------------ | ------------------ | -------------------- | -------------------- | ----------- | ----------- | ------ |
| Julio Mendoza Loor | Jewel's Goldstrike | Individual | 70.839     | 27         | —                  | —                  | Não avançou          | Não avançou          | Não avançou | Não avançou | [ 29 ] |

#### CCE
| Atleta                  | Cavalo          | Evento     | Adestramento | Adestramento | Cross-country | Cross-country | Cross-country | Saltos       | Saltos       | Saltos       | Saltos      | Saltos      | Saltos      | Total       | Total       | Ref.          |
| Atleta                  | Cavalo          | Evento     | Adestramento | Adestramento | Cross-country | Cross-country | Cross-country | Qualificação | Qualificação | Qualificação | Final       | Final       | Final       | Total       | Total       | Ref.          |
| Atleta                  | Cavalo          | Evento     | Pen.         | Pos.         | Pen.          | Total         | Pos.          | Pen.         | Total        | Pos.         | Pen.        | Total       | Pos.        | Pen.        | Pos.        | Ref.          |
| ----------------------- | --------------- | ---------- | ------------ | ------------ | ------------- | ------------- | ------------- | ------------ | ------------ | ------------ | ----------- | ----------- | ----------- | ----------- | ----------- | ------------- |
| Nicolás Wettstein       | Altier D'Aurois | Individual | 42.30        | 60           | 65.40         | 107.70        | 55            | 50.80        | 158.50       | 51           | Não avançou | Não avançou | Não avançou | 158.50      | 51          | [ 30 ]        |
| Ronald Zabala-Goetschel | Wundermaske     | Individual | 37.70        | 51           | EL            | EL            | EL            | Não avançou  | Não avançou  | Não avançou  | Não avançou | Não avançou | Não avançou | Não avançou | Não avançou | [ 31 ] [ 32 ] |

### Judô
Feminino
| Atleta        | Evento    | Primeira fase            | Oitavas              | Quartas              | Semifinais           | Repescagem           | Final / DB           | Final / DB | Ref.   |
| Atleta        | Evento    | Adversário Resultado     | Adversário Resultado | Adversário Resultado | Adversário Resultado | Adversário Resultado | Adversário Resultado | Pos.       | Ref.   |
| ------------- | --------- | ------------------------ | -------------------- | -------------------- | -------------------- | -------------------- | -------------------- | ---------- | ------ |
| Vanessa Chalá | Até 78 kg | MGL K Otgonbayar D 00–01 | Não avançou          | Não avançou          | Não avançou          | Não avançou          | Não avançou          | =17        | [ 33 ] |

### Lutas

#### Greco-romana
Masculino
| Atleta         | Evento    | Oitavas              | Quartas              | Semifinais           | Repescagem           | Final / DB           | Final / DB  | Ref.   |
| Atleta         | Evento    | Adversário Resultado | Adversário Resultado | Adversário Resultado | Adversário Resultado | Adversário Resultado | Pos.        | Ref.   |
| -------------- | --------- | -------------------- | -------------------- | -------------------- | -------------------- | -------------------- | ----------- | ------ |
| Andrés Montaño | Até 67 kg | ARM S Galstyan D 2–3 | Não avançou          | Não avançou          | Não avançou          | Não avançou          | Não avançou | [ 34 ] |

#### Livre
Feminino
| Atleta         | Evento    | Oitavas              | Quartas              | Semifinais           | Repescagem             | Final / DB            | Final / DB       | Ref.   |
| Atleta         | Evento    | Adversário Resultado | Adversário Resultado | Adversário Resultado | Adversário Resultado   | Adversário Resultado  | Pos.             | Ref.   |
| -------------- | --------- | -------------------- | -------------------- | -------------------- | ---------------------- | --------------------- | ---------------- | ------ |
| Lucía Yépez    | Até 53 kg | PRK Choe H-g V 7–4   | ROU A Ana V 7–0      | GER A Wendle V 10–0  | —                      | JPN A Fujinami D 0–10 | Medalha de prata | [ 35 ] |
| Luisa Valverde | Até 57 kg | ITA A Russo V 6–0    | JPN T Sakurai D 0–11 | Não avançou          | CAN H Taylor D 0–13    | Não avançou           | Não avançou      | [ 36 ] |
| Génesis Reasco | Até 76 kg | JPN Y Kagami D 0–2   | Não avançou          | Não avançou          | TUR Y Adar Yiğit V 3–1 | COL T Rentería D 1–2  | =5               | [ 37 ] |

### Natação
Masculino
| Atleta          | Evento         | Eliminatórias | Eliminatórias | Semifinal   | Semifinal   | Final       | Final       | Ref.   |
| Atleta          | Evento         | Tempo         | Pos.          | Tempo       | Pos.        | Tempo       | Pos.        | Ref.   |
| --------------- | -------------- | ------------- | ------------- | ----------- | ----------- | ----------- | ----------- | ------ |
| Tomás Peribonio | 200 m medley   | 2:03.40       | 19            | Não avançou | Não avançou | Não avançou | Não avançou | [ 38 ] |
| David Farinango | 10 km maratona | —             | —             | —           | —           | 1:57:08.6   | 17          | [ 39 ] |

Feminino
| Atleta         | Evento     | Eliminatórias | Eliminatórias | Semifinal   | Semifinal   | Final       | Final       | Ref.   |
| Atleta         | Evento     | Tempo         | Pos.          | Tempo       | Pos.        | Tempo       | Pos.        | Ref.   |
| -------------- | ---------- | ------------- | ------------- | ----------- | ----------- | ----------- | ----------- | ------ |
| Anicka Delgado | 50 m livre | 25.43         | 26            | Não avançou | Não avançou | Não avançou | Não avançou | [ 40 ] |

### Pentatlo moderno
| Atleta        | Evento    | Esgrima ranqueamento (espada um toque) | Esgrima ranqueamento (espada um toque) | Semifinal | Semifinal             | Semifinal             | Semifinal          | Semifinal          | Semifinal                                             | Semifinal                                             | Semifinal | Semifinal | Final       | Final                 | Final                 | Final              | Final              | Final                                                 | Final                                                 | Final       | Final       | Ref.   |
| Atleta        | Evento    | Esgrima ranqueamento (espada um toque) | Esgrima ranqueamento (espada um toque) | FBR       | Natação (200 m livre) | Natação (200 m livre) | Equitação (saltos) | Equitação (saltos) | Combinado: tiro/corrida (pistola de ar 10 m)/(3200 m) | Combinado: tiro/corrida (pistola de ar 10 m)/(3200 m) | Pts tot.  | Pos.      | FBR         | Natação (200 m livre) | Natação (200 m livre) | Equitação (saltos) | Equitação (saltos) | Combinado: tiro/corrida (pistola de ar 10 m)/(3200 m) | Combinado: tiro/corrida (pistola de ar 10 m)/(3200 m) | Pts tot.    | Pos.        | Ref.   |
| Atleta        | Evento    | V–D                                    | Pts MP                                 | Pts       | Tempo                 | Pts MP                | Tempo (Pen.)       | Pts MP             | Tempo                                                 | Pts MP                                                | Pts tot.  | Pos.      | Pts         | Tempo                 | Pts MP                | Tempo (Pen.)       | Pts MP             | Tempo                                                 | Pts MP                                                | Pts tot.    | Pos.        | Ref.   |
| ------------- | --------- | -------------------------------------- | -------------------------------------- | --------- | --------------------- | --------------------- | ------------------ | ------------------ | ----------------------------------------------------- | ----------------------------------------------------- | --------- | --------- | ----------- | --------------------- | --------------------- | ------------------ | ------------------ | ----------------------------------------------------- | ----------------------------------------------------- | ----------- | ----------- | ------ |
| Andrés Torres | Masculino | 16–19                                  | 205                                    | 2         | 1:59.70               | 311                   | 54.63 (17)         | 283                | 11:29.63                                              | 611                                                   | 1412      | 17        | Não avançou | Não avançou           | Não avançou           | Não avançou        | Não avançou        | Não avançou                                           | Não avançou                                           | Não avançou | Não avançou | [ 41 ] |
| Sol Naranjo   | Feminino  | 13–22                                  | 190                                    | 0         | 2:38.78               | 233                   | 56.68 (7)          | 293                | 12:24.75                                              | 556                                                   | 1272      | 17        | Não avançou | Não avançou           | Não avançou           | Não avançou        | Não avançou        | Não avançou                                           | Não avançou                                           | Não avançou | Não avançou | [ 42 ] |

### Tênis de mesa
Masculino
| Atleta       | Evento  | Preliminar           | Primeira rodada      | Segunda rodada       | Oitavas de final     | Quartas de final     | Semifinal            | Final                | Final       | Ref.   |
| Atleta       | Evento  | Adversário Resultado | Adversário Resultado | Adversário Resultado | Adversário Resultado | Adversário Resultado | Adversário Resultado | Adversário Resultado | Pos.        | Ref.   |
| ------------ | ------- | -------------------- | -------------------- | -------------------- | -------------------- | -------------------- | -------------------- | -------------------- | ----------- | ------ |
| Alberto Miño | Simples | Bye                  | AUS F Luu V 4–3      | EGY O Assar D 0–4    | Não avançou          | Não avançou          | Não avançou          | Não avançou          | Não avançou | [ 43 ] |

### Tiro
Feminino
| Atleta            | Evento             | Qualificação | Qualificação | Final       | Final       | Ref.   |
| Atleta            | Evento             | Marca        | Pos.         | Marca       | Pos.        | Ref.   |
| ----------------- | ------------------ | ------------ | ------------ | ----------- | ----------- | ------ |
| Andrea Pérez Peña | Pistola de ar 10 m | 569          | 26           | Não avançou | Não avançou | [ 44 ] |
| Andrea Pérez Peña | Pistola livre 25 m | 583          | 10           | Não avançou | Não avançou | [ 44 ] |
| Diana Durango     | Pistola de ar 10 m | 558          | 41           | Não avançou | Não avançou | [ 45 ] |
| Diana Durango     | Pistola livre 25 m | 581          | 15           | Não avançou | Não avançou | [ 45 ] |

### Triatlo
Feminino
| Atleta          | Evento     | Tempo            | Tempo   | Tempo            | Tempo   | Tempo           | Tempo   | Pos. | Ref.   |
| Atleta          | Evento     | Natação (1,5 km) | Trans 1 | Ciclismo (40 km) | Trans 2 | Corrida (10 km) | Total   | Pos. | Ref.   |
| --------------- | ---------- | ---------------- | ------- | ---------------- | ------- | --------------- | ------- | ---- | ------ |
| Elizabeth Bravo | Individual | 24:06            | 0:57    | 1:00:38          | 0:30    | 35:38           | 2:01:49 | 34   | [ 46 ] |